# Hélène, reine de Troie
Pour plus de détails, voir Fiche technique et Distribution.
Hélène, reine de Troie (titre original : Il leone di Tebe) est un film italien de Giorgio Ferroni sorti en 1964.

## Synopsis
Peu après la chute de Troie, Ménélas ramène Hélène. Faisant naufrage durant une violente tempête, elle est sauvée par Arion. Elle demande alors asile au roi Ramsès de Thèbes. Séduit par sa beauté, il délaisse Naïs, sa favorite, et ne se préoccupe même plus des troubles menaçant son pays. Jalouse, Naïs propose son aide à Hélène pour rentrer au pays. Mais Ramsès est assassiné par l'ambitieux Toutmès avec le poignard d'Arion. Accusé du meurtre, Arion est arrêté avec Hélène. Il parvient à s'évader et à rejoindre Aménophobis qui règne sur la Basse Egypte. Il arrive finalement à temps pour sauver Hélène pendant qu'Aménophobis triomphe dans Thèbes avec son armée...

## Fiche technique
- Titre original : Il leone di Tebe
- Réalisation : Giorgio Ferroni, assisté de Giorgio Stegani
- Scénario : Remigio Del Grosso, Giorgio Ferroni, Andrey De Coligny et Jean Velter d'après une histoire d'Andrey De Coligny
- Directeur de la photographie : Angelo Lotti
- Montage : Antonietta Zita
- Musique : Francesco De Masi
- Costumes : Elio Micheli
- Décors : Arrigo Equini
- Production : Diego Alchimede
- Genre : Film dramatique, Film d'aventure, Film d'action, Péplum
- Pays :  Italie
- Durée : 88 minutes
- Date de sortie :
  -  Italie : 28 juin 1964
  -  France : 14 juillet 1965

## Distribution
- Mark Forest (VF : Claude Joseph) : Arion
- Yvonne Furneaux : Hélène
- Massimo Serato (VF : William Sabatier) : Toutmès
- Pierre Cressoy : Ramsès
- Nerio Bernardi (VF : Jean Davy) : Xesostus
- Rosalba Neri : Nais
- Carlo Tamberlani (VF : Jacques Berthier) : Aménophis
- Nello Pazzafini : un lutteur
- Tullio Altamura (en) (VF : Richard Francœur) : Elnà
- Enzo Fiermonte : l'officiel de Toutmès
- Alberto Lupo (VF : Jacques Dacqmine) : Ménélas